# Victor Luis
Victor Luis, vollständiger Name Victor Luis Chuab Zamblauskas, (* 23. Juni 1993 in São Paulo) ist ein brasilianischer Fußballspieler. Er wird auf der Position eines linken Verteidigers eingesetzt, alternativ spielt er im linken oder zentralem Mittelfeld. Sein spielstarker Fuß ist der linke.

## Verein
Victor Luis kam 2003 als Nachwuchsspieler von Portuguesa zur SE Palmeiras. Hier durchlief er sämtliche Jugendmannschaften, bis er im Juli 2012 für ein Jahr an die zweite Mannschaft des FC Porto ausgeliehen wurde. Mit Porto spielte Victor Luis in der Segunda Liga. Sein Debüt in dem Wettbewerb gab er am 12. August 2012 in der Saison 2012/13. An diesem ersten Spieltag der Saison, stand er im Spiel gegen CD Tondela in der Startelf. Vor seiner Rückkehr nach Brasilien stand Victor Luis in 18 Ligaspielen auf dem Platz und erzielte ein Tor. Dieses gelang ihm am 22. August 2012 im Auswärtsspiel gegen den Portimonense SC. Er erzielte hier in der 6. Minute der Nachspielzeit den Treffer zum 1:1-Endstand.
Nach seiner Rückkehr nach Brasilien im Juni 2013 kam er bei Palmeiras zu keinen Einsätzen mehr. Zu Beginn der Saison 2014 wurde Victor Luis in der Staatsmeisterschaft von São Paulo nur einem Spiel gegen den Paulista FC eingesetzt. Die Série A 2014 schloss er dann aber mit 28 von 38 möglichen Einsätzen (ein Tor) ab sowie drei Spielen in der Copa do Brasil 2014. Sein erstes Série A Spiel bestritt Victor Luis 18. Mai 2014, dem fünften Spieltag der Saison. Im Auswärtsspiel gegen den EC Vitória, wurde er in der 90. Minute für William Mendieta eingewechselt. Am 12. Spieltag auswärts gegen den Lokalrivalen SC Corinthians am 27. Juli 201 stand Victor Luis dann erstmals in der Startelf von Palmeiras. Am 31. Juli 2014 wurde bekannt, dass Palmeiras den Vertrag mit Victor Luis vorzeitig bis Juni 2019 verlängert hat. Sein erstes Série A Tor gelang Victor Luis am 17. September 2014. Im Spiel gegen den CR Flamengo traf er in der 69. Minute nach Vorlage von Jorge Valdivia zum 2:2-Endstand.
Nachdem Victor Luis in die Saison 2015 noch mit Palmeiras in die Staatsmeisterschaft gestartet war, wurde er zur Meisterschaftssaison 2015 an den Ceará SC ausgeliehen. Nach Abschluss der Saison kehrte er wieder zu Palmeiras zurück.
Mit Palmeiras startete Victor Luis 2016 wieder in der Staatsmeisterschaft. Zur Austragung des Meisterschaftswettbewerbs wurde er jedoch für den Rest des Jahres wieder ausgeliehen. Seine nächste Station wurde der Botafogo FR in Rio de Janeiro. Nachdem Victor Luis in 22 Liga- und vier Pokalspielen gute Leistungen gezeigt hatte, strebte Botafogo eine Vertragsverlängerung an. Der Klub konnte eine entsprechende Vereinbarung Palmeiras treffen und Victor Luis bis Ende 2017 weiterhin ausleihen. In dem Jahr bestritt er nicht nur sieben Spiele (ein Tor) in der Staatsmeisterschaft von Rio de Janeiro, 31 von 38 möglichen in der Meisterschaft 2017 (ein Tor) und sechs im Copa do Brasil 2017, sondern er gab auch seinen Einstand in den internationalen Klubwettbewerben. Botafogo hatte sich in der  Saison 2016 als fünfter für Copa Libertadores 2017 qualifiziert. In den vierzehn Spielen, die Botafogo in dem Turnier bestritt, stand er 13 Mal auf dem Platz, davon zwölfmal in der Startelf. Sein Debüt gab er am 2. Februar 2017. In der 2. Qualifikationsrunde traf sein Klub zuhause auf den CSD Colo-Colo. In dem Spiel stand Victor Luis in der Startelf.
Zur Saison 2018 kehrte Victor Luis wieder zu Palmeiras zurück und verlängerte im Februar seinen Vertrag mit dem Klub bis Ende 2021. Im Mai wurde bekannt, dass Palmeiras eine Offerte des FC Porto zum Transfer von Victor Luis in Höhe von drei Millionen Euro abgelehnt hat, da der Klub von einem Marktwert von sieben Millionen Euro ausgeht. Im Zuge des Jahres konnte sich der Spieler in dem Klub als Stammkraft etablieren. Zum Gewinn des zehnten Meisterschaftstitels in dem Jahr, steuerte Victor Luis in 22 Spielen ein Tor bei. Im Zuge des Titelgewinns der Copa Libertadores 2020 stand Victor Luis nicht im Kader des Klubs. Er war erneut an den Ligakonkurrenten Botafogo ausgeliehen worden. Die Leihe wurde befristet bis zum Ende der Série A 2020. Nach seiner Rückkehr wurde er wieder fester Bestandteil des Kaders von Palmeiras. Am 27. November 2021 konnte er mit dem Klub die Copa Libertadores 2021 gegen Flamengo Rio de Janeiro gewinnen. Zur Saison 2022 wurde er zum zweiten Mal an den Ceará SC ausgeliehen. Die Leihe wurde bis Jahresende befristet. Mit der Leihe endete auch der Vertrag mit Palmeiras. Im Dezember des Jahres gab der Coritiba FC die Verpflichtung des Spielers bekannt. Zum Abschluss der Série A 2023 im Dezember belegte der Klub den 19. Platz und musste in die Série B 2024 absteigen.
Im Februar 2024 wechselte Victor Luis zum CR Vasco da Gama nach Rio de Janeiro. Der Kontrakt erhielt eine Laufzeit bis Jahresende. Obwohl er in der Staatsmeisterschaft und der Série A 2024 nur zu seltenen Einsätzen kam, erhielt er eine Vertragsverlängerung um ein weiteres Jahr.

## Fußballnationalmannschaft von Litauen
Über seinen Vater hat Victor Luis litauische Wurzeln, wodurch er bereits 2018 beim Edgaras Jankauskas dem Trainer der Fußballnationalmannschaft von Litauen unter Beobachtung stand. Dieser nahm im Juli 2017 das erste Mal Kontakt mit Victor Luis auf. Eine Berufung 2018 scheitere aber an der noch nicht von Victor Luis beantragten zweiten Staatsbürgerschaft.

## Erfolge
Palmeiras
- Campeonato Brasileiro de Futebol: 2018
- Copa Libertadores: 2021

## Auszeichnungen
Palmeiras
- Staatsmeisterschaft von São Paulo Auswahlmannschaft: 2018[22]